# جيمس إينيس
جيمس إينيس (بالإنجليزية: James Ennis)‏ مواليد 1 يوليو 1990، هو لاعب كرة سلة أمريكي يلعب مع فريق ميامي هيت في الرابطة الوطنية لكرة السلة ويحمل الرقم 32. يبلغ طوله 6 قدم 7 بوصة (2.0 م).

## فرق لعب لها
- ميامي هيت

## روابط خارجية
- جيمس إينيس على موقع إن بي أي (الإنجليزية)
- جيمس إينيس على موقع سبورتس رفرنس (الإنجليزية)
- جيمس إينيس على موقع كرة السلة الأوروبية.كوم (الإنجليزية)
- جيمس إينيس على موقع إي إس بي إن.كوم (الإنجليزية)
- جيمس إينيس على موقع كلية كرة السلة في سبورتس رفرنس.كوم (الإنجليزية)
- جيمس إينيس على موقع ريلجم (الإنجليزية)
- جيمس إينيس على موقع بروبوليرز (الإنجليزية)
- جيمس إينيس على موقع سبورتس رفرنس (الإنجليزية)
- جيمس إينيس على موقع سبورتس رفرنس (الإنجليزية)